# 梓山镇
梓山镇，是中华人民共和国江西省赣州市于都县下辖的一个乡镇级行政单位。

## 行政区划
梓山镇下辖以下地区：
梓山社区、潭头社区、上蕉村、联星村、花桥村、永丰村、梓山村、山塘村、合和村、星明村、塘贯村、大陂村、山峰村、长口村、源枫村、河坑村、安和村、潭头村、下潭村、红丰村、中心村、岗脑村、张军村、排脑村、龙口村和磊石村。